# Gryfów Śląski
Gryfów Śląski (niem. Greiffenberg, łac. Gryphimontium) – miasto w województwie dolnośląskim, w powiecie lwóweckim, siedziba gminy miejsko-wiejskiej Gryfów Śląski. Historycznie leży na południowo-zachodnich rubieżach Dolnego Śląska. Położone na Pogórzu Izerskim, nad rzeką Kwisą, w połowie drogi między Jelenią Górą a Zgorzelcem.
Według danych GUS z 31 grudnia 2019 r. miasto ma 6617 mieszkańców. Według danych z 7 grudnia 2017 r. powierzchnia miasta wynosi 6,63 km².

## Położenie

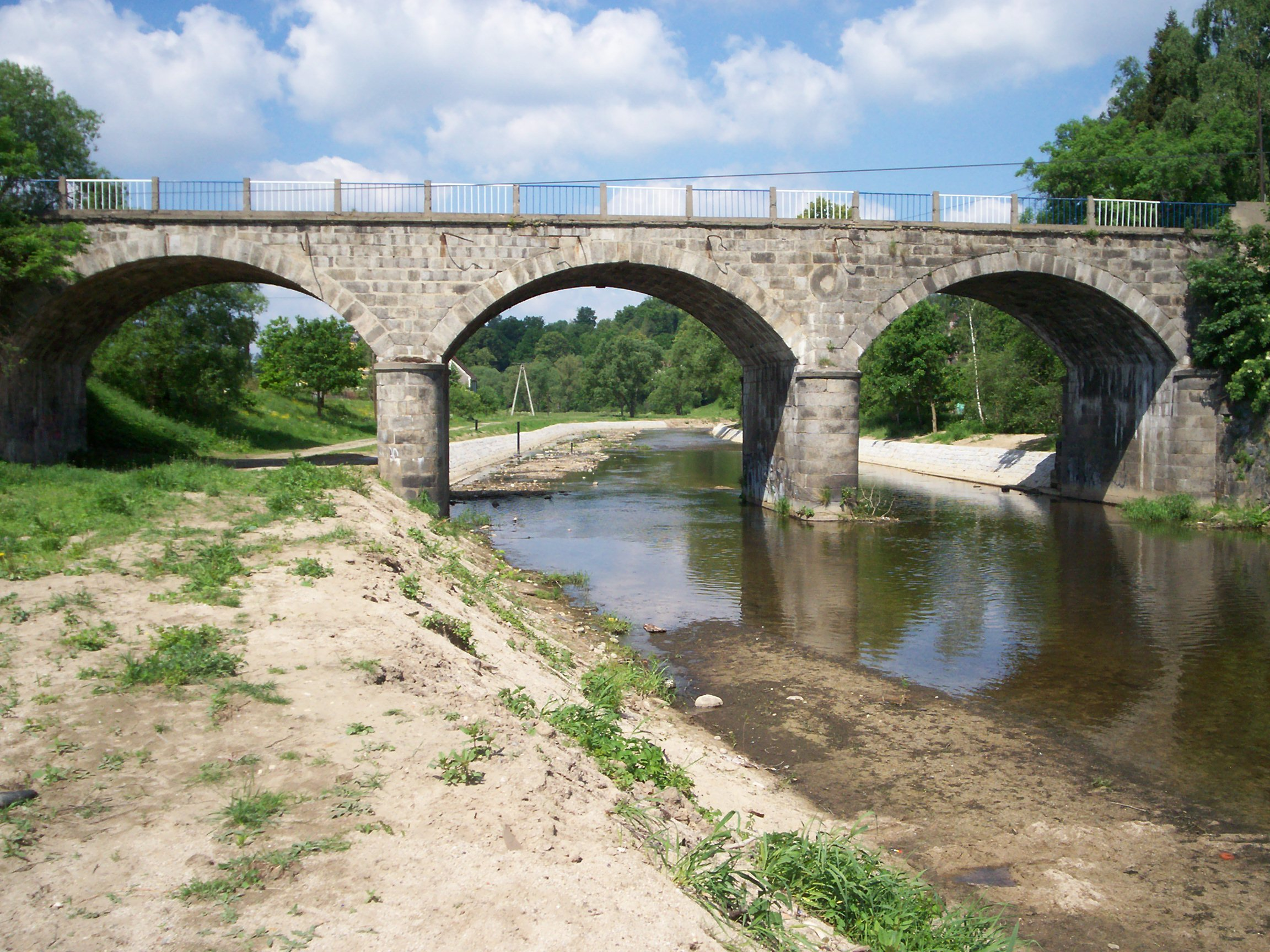
Rzeka Kwisa w Gryfowie Śląskim

Gryfów Śląski położony jest w południowo-zachodniej części województwa dolnośląskiego w powiecie lwóweckim. Miasto leży na północ od Gór Izerskich, nad Kwisą i jeziorem Złotnickim, na Pogórzu Izerskim, na Wzniesieniach Radoniowskich.

## Nazwa
Miasto od swojej lokacji w XIII w. nosiło niemiecką nazwę Greiffenberg („gryfia góra”), występującą w rozmaitych formach ortograficznych: Griphenberch (1297), Greifenberge (1353, 1447), Creffenberg (1376). Nawiązująca do niej polska nazwa Gryfów utworzona została w 1945 r. W roku 1613 śląski regionalista i historyk Mikołaj Henel z Prudnika wymienił miejscowość w swoim dziele o geografii Śląska pt. Silesiographia podając jej łacińskie nazwy: Greiffensteinum castrum, Gryphimontium, Greiffenberga, Gryphiberga, Gryphimons.

## Historia
Nie zachowały się dokumenty precyzujące okoliczności powstania miasta. Władze Gryfowa przyjmują obecnie, że jego lokacji dokonał w 1242 książę śląski Bolesław Rogatka, jednak część badaczy sądzi, że miasto założył w końcu XIII w. książę świdnicko-jaworski Bolko I. Po podziale księstwa śląskiego w 1248 teren dzisiejszego miasta wchodził bowiem początkowo w skład księstwa legnickiego Bolesława Rogatki, by ok. 1274 stać się częścią wydzielonego dla jego syna Henryka Grubego księstwa jaworskiego. Od 1278 r. jego władcą został Bolko, od 1290 r. przyjmując tytuł księcia świdnicko-jaworskiego, przy czym tereny dzisiejszego miasta zdążyły jeszcze wejść w skład krótkotrwałego księstwa lwóweckiego Bernarda Zwinnego (1281–1286).
Osada została rozplanowana na nieregularnym kształcie zbliżonym do koła z obwarowaniami, prostopadłymi ulicami i rynkiem w środku. 23 sierpnia 1354 książę świdnicko-jaworski Bolko II nadał miastu szereg praw, które sporządzone zostały na podstawie prawa lwóweckiego. W 1368 Gryfów wraz z księstwem świdnicko-jaworskim przeszedł pod zwierzchność lenną króla Czech, by w 1392 wejść w skład bezpośrednio poddanych mu ziem dziedzicznych.
Gryfowa nie ominęły zniszczenia wojen husyckich, które nękały miasto w latach 1427–1431. Epidemia w 1497 straszliwie spustoszyła miasto, pozostawiając przy życiu zaledwie 12 osób. Następne stulecie to okres dynamicznego rozwoju miasta, głównie dzięki rodzinie Schaffgotschów oraz produkcji i handlu płótnem lnianym. Byli oni właścicielami Gryfowa i okolicznych miejscowości.
W 1524 mieszczanie gryfowscy wznieśli okazały ratusz – symbol bogactwa miasta, oraz dwa kramy sąsiadujące z nim: solny i mięsny. Od 1525 w mieście odbywały się nabożeństwa ewangelickie, a protestantyzm szybko zdobył popularność wśród mieszczan. Pierwszym kaznodzieją protestanckim był od 1530 Jakub Steinbrecher.
W 1526 tron czeski i władzę nad miastem księstwem świdnicko-jaworskim przejęli Habsburgowie. W tym okresie wybudowano w mieście winiarnię, a w 1542 podwyższono dzwonnicę. Pierwszy młyn powstał w 1544 z nakazu Hansa Schaffgotscha, a wraz z bratem Krzysztofem za Bramą Jeleniogórską postawili szpital. Rok 1562 to zawieszenie dzwonu odlanego przez lwóweckich ludwisarzy, a w 1581 gryfowski ratusz zyskał jedno piętro więcej.
W 1587 r. wrócił do miasta z Bazylei, z dyplomem doktora medycyny i filozofii, urodzony tu w 1563 r. w rodzinie ówczesnego burmistrza Caspar Schwenckfeld. Otwarł on w mieście praktykę lekarską, zaś w wolnych chwilach badał okoliczną faunę, florę i przyrodę nieożywioną, co z czasem przyniosło mu sławę "Śląskiego Pliniusza". Wkrótce potam (1589) wybudowano pierwszą w mieście aptekę.
W 1654, po przywróceniu władzy Habsburgów po wojnie trzydziestoletniej, wszystkie kościoły protestanckie zostały zamknięte bądź przekazane katolikom, a wskutek zakazu budowy świątyń protestanckich mieszkańcy miasta zmuszeni zostali do uczęszczania na nabożeństwa do kościoła granicznego w Wieży Dolnej, położonej po drugiej stronie Kwisy, już na obszarze Łużyc Górnych. Kontakty handlowe, które zapoczątkował gryfowski burmistrz Hans Rother zapewniły na długi czas dobrobyt miastu dzięki wymianie handlowej m.in. z Holandią, Augsburgiem i Lipskiem.
Po zajęciu Śląska przez Prusy w 1742 wprowadzona została w mieście tolerancja religijna; powstała szkoła ewangelicka. W czasie wojny siedmioletniej, w 1757, miasto zostało złupione przez wojska austriackie. W 1764 gryfowskie zakłady uruchomiły produkcję adamaszku lnianego i tkanin. Okres wojen napoleońskich i Wiosny Ludów nie wpłynął na osłabienie znaczenia gospodarczego miasta. Rok 1783 przyniósł pożar całego miasta. Spłonęły słodownia, browar, budynki parafialne i ponad 120 kamienic miejskich.
Miasto rozwinęło się gospodarczo dzięki uruchomieniu połączeń kolejowych z Jelenią Górą i Zgorzelcem (1865, zelektryfikowana 1922), Lubomierzem i Lwówkiem Śląskim (1884), Mirskiem i Jindřichovicami w Czechach (1885) oraz Świeradowem-Zdrojem (1909). W 1835 pojawiła się pierwsza lokalna gazeta, „Greiffenberg-Friedeberger Anzeiger”, jednak trwałym elementem życia społecznego okazał się dopiero „Greiffenberger Anzeiger”, wychodzący od 1874 aż do 1945. Gryfów Śląski w 1927 posiadał najnowszą centralę telefoniczną firmy Siemens. Miejska Kasa Oszczędności w Gryfowie w latach 1919–1924 emitowała papierowe i metalowe notgeldy gryfowskie. W 1929 pożar strawił wieżę ratuszową, która została odbudowana jako konstrukcja żelbetowa.
Po kapitulacji Niemiec 8 maja 1945 r. miasto zostało zajęte przez wojska radzieckie i przekazane Polsce. W ramach rekwizycji majątku niemieckiego przez wojska radzieckie rozebraniu uległa m.in. trakcja elektryczna na linii Jelenia Góra – Gryfów – Lubań. Zlikwidowano wówczas także połączenie kolejowe między Gryfowem a Czechami.
W latach 1945–1954 siedziba gminy Ubocze. W czasach Polski Ludowej rozwinął się przemysł odzieżowy (Zakłady Przemysłu Odzieżowego Gryfex), chemiczny (nawozy fosforowe) i drzewny (fabryka mebli). W latach 1975–1998 miasto administracyjnie należało do woj. jeleniogórskiego. W 1986 r. przywrócona została trakcja elektryczna na linii Jelenia Góra – Gryfów – Lubań. W 1994 r. zlikwidowano linię kolejową do Lwówka Śląskiego, a później także do Świeradowa-Zdroju. Połączenie kolejowe do Świeradowa-Zdroju przywrócono w grudniu 2023.

## Zabytki
Do wojewódzkiego rejestru zabytków wpisane są:
- miasto

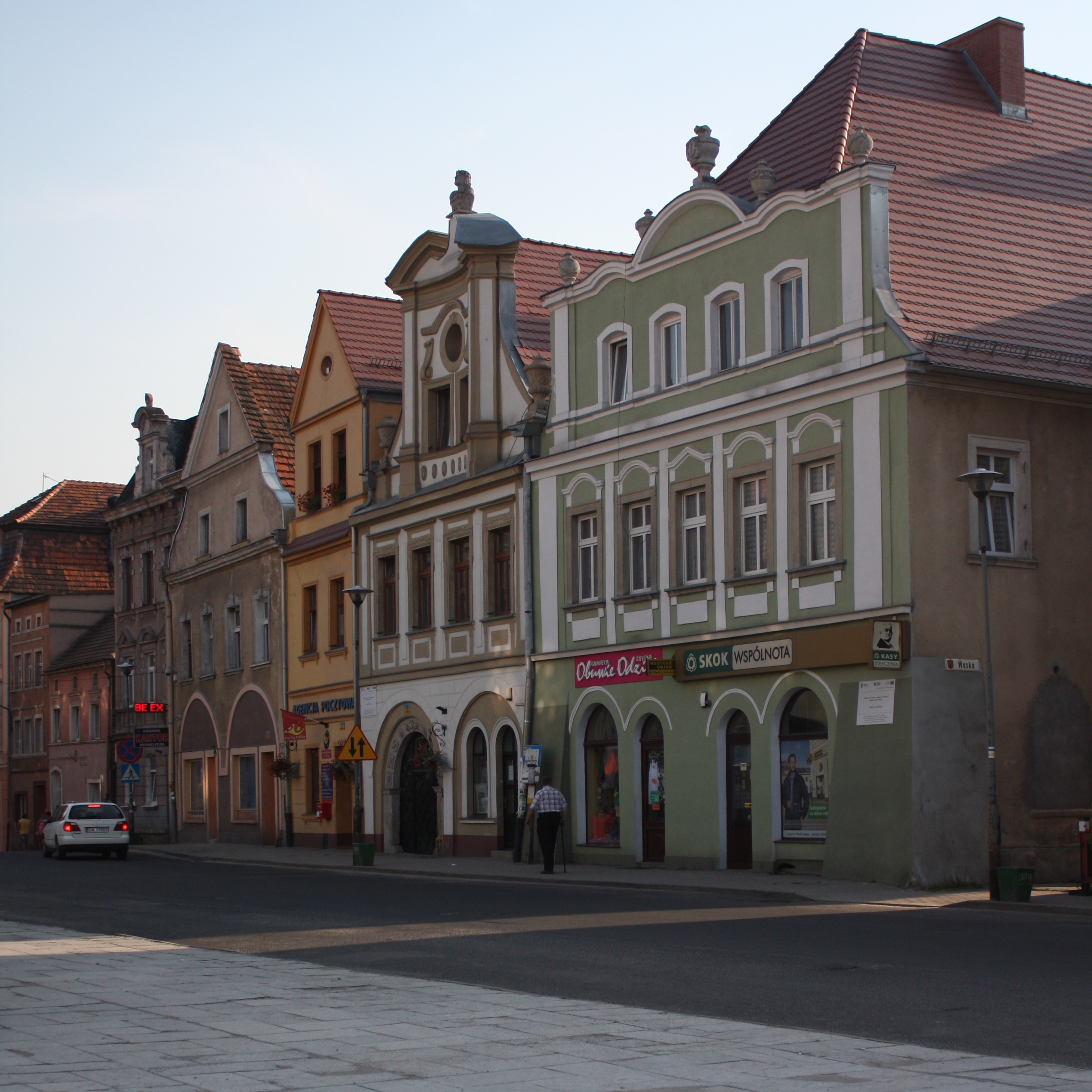
Zachodnia pierzeja rynku

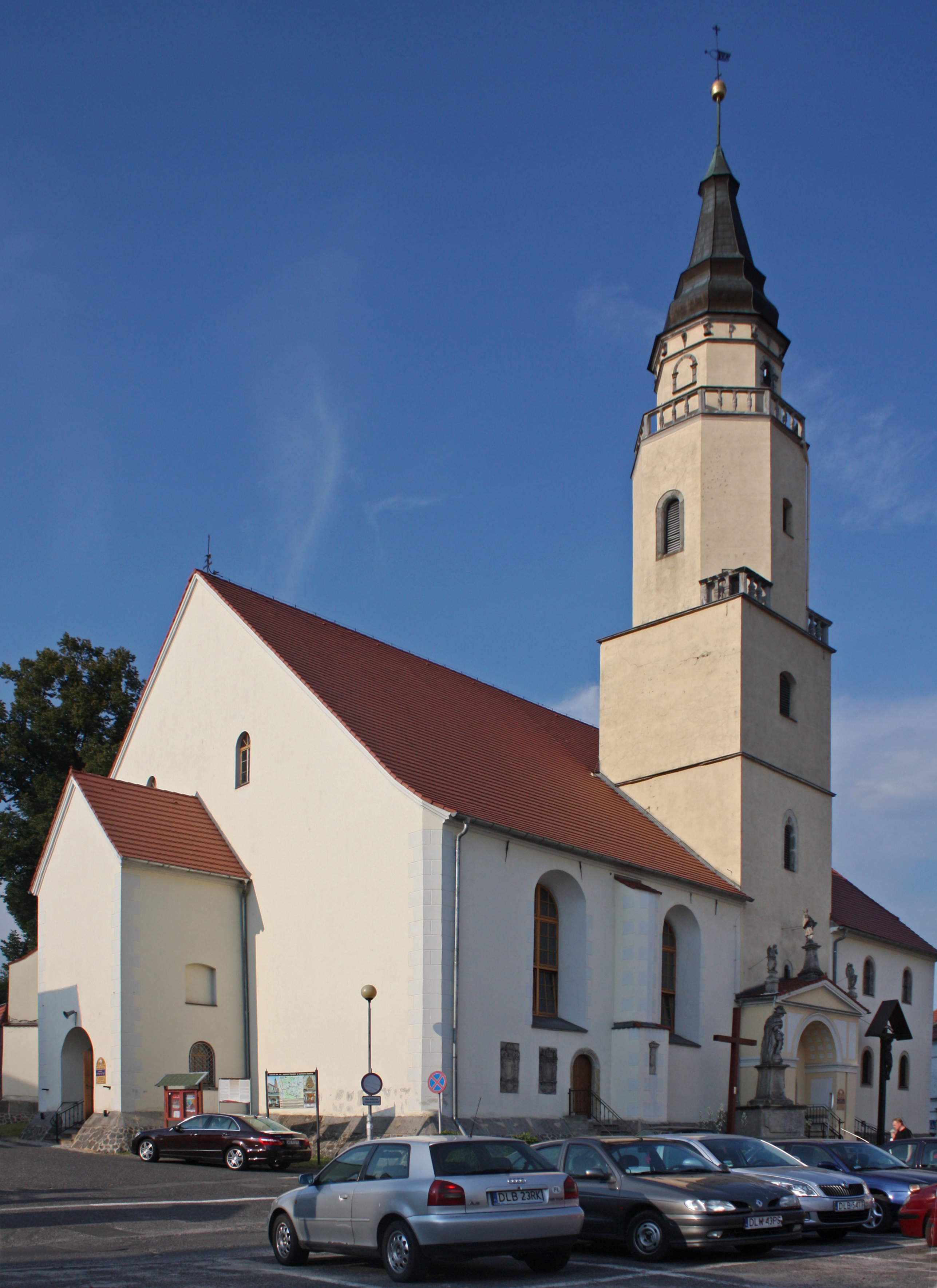
Kościół św. Jadwigi

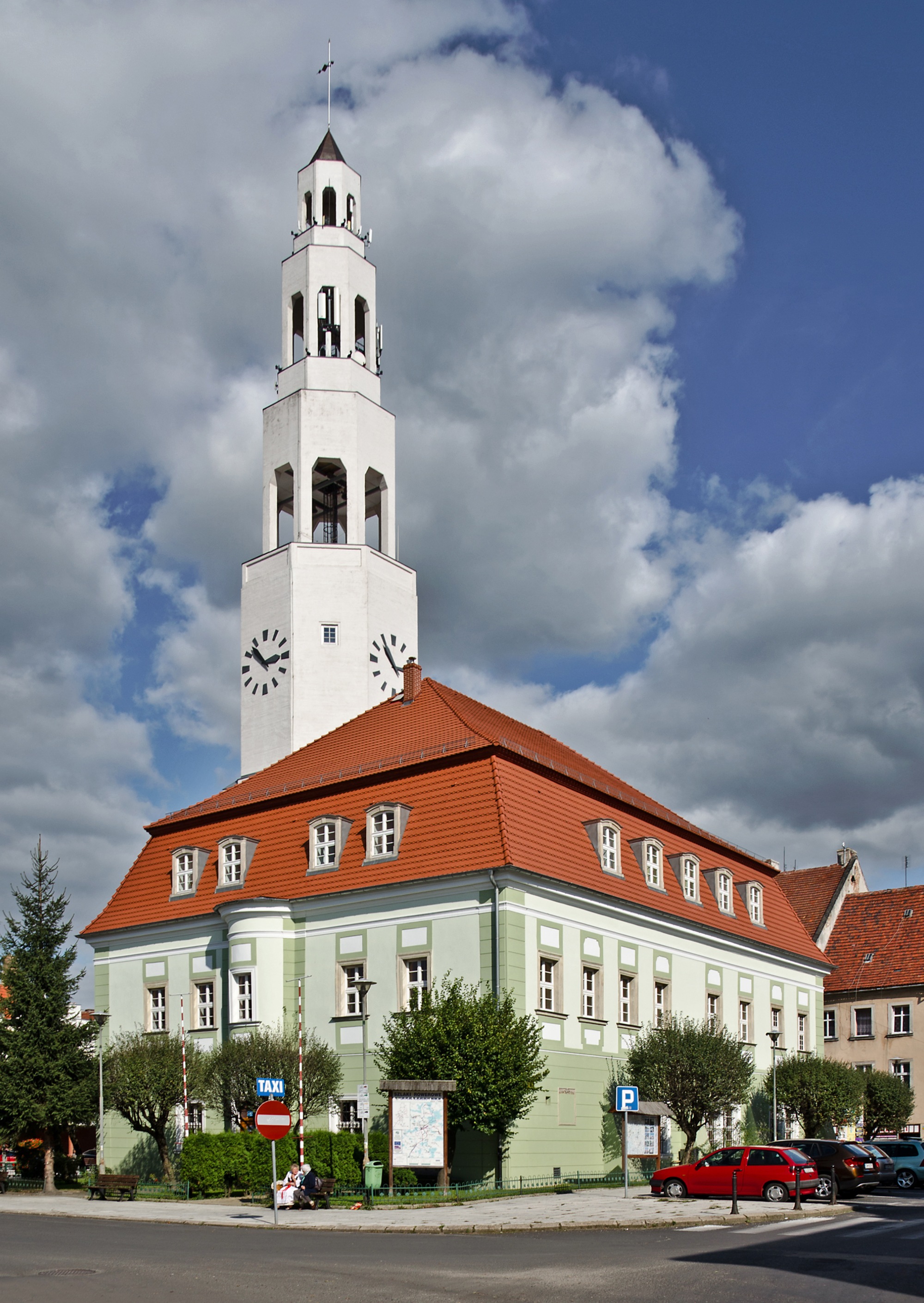
Ratusz

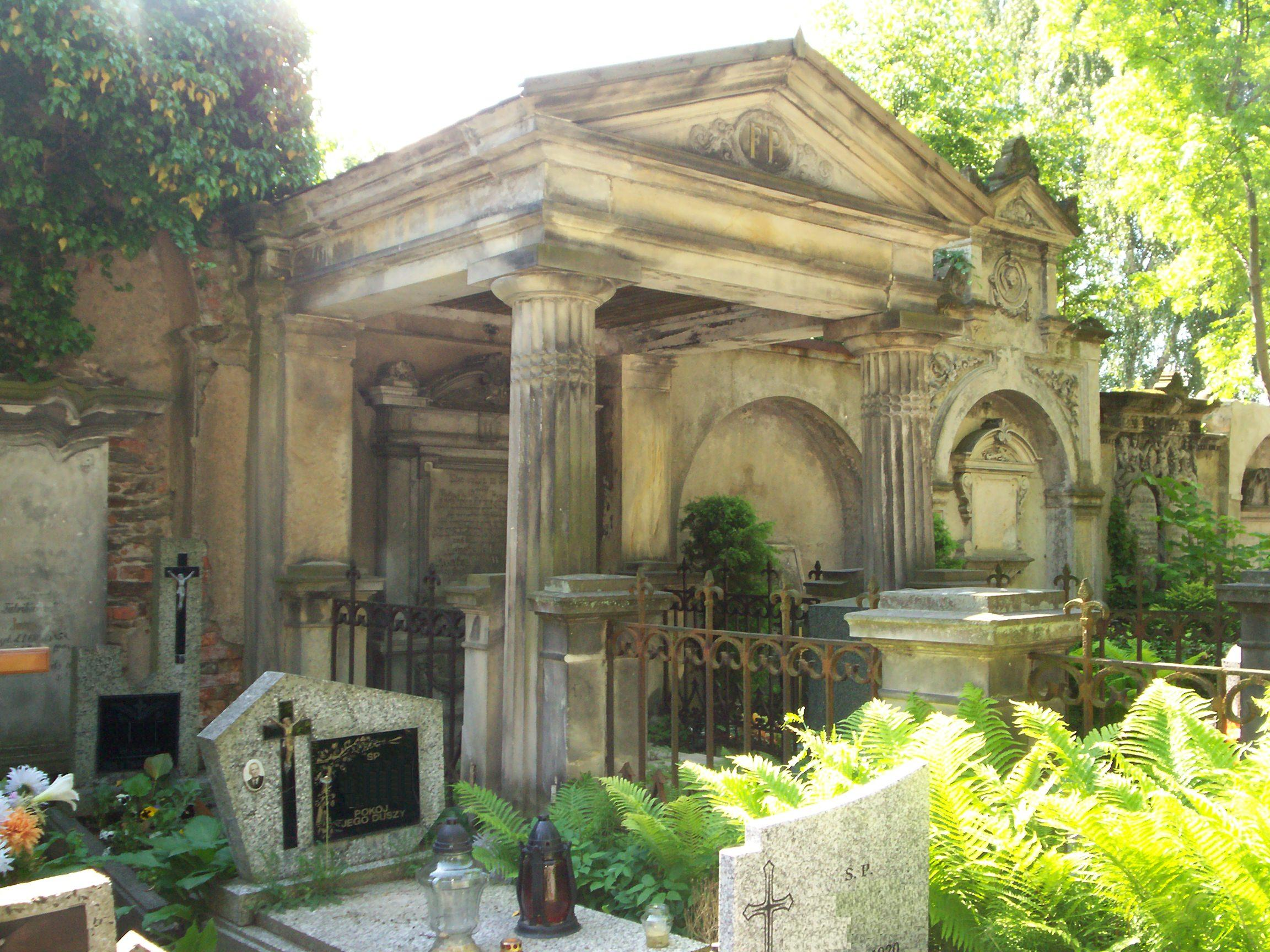
Grobowiec na cmentarzu w Gryfowie Śląskim

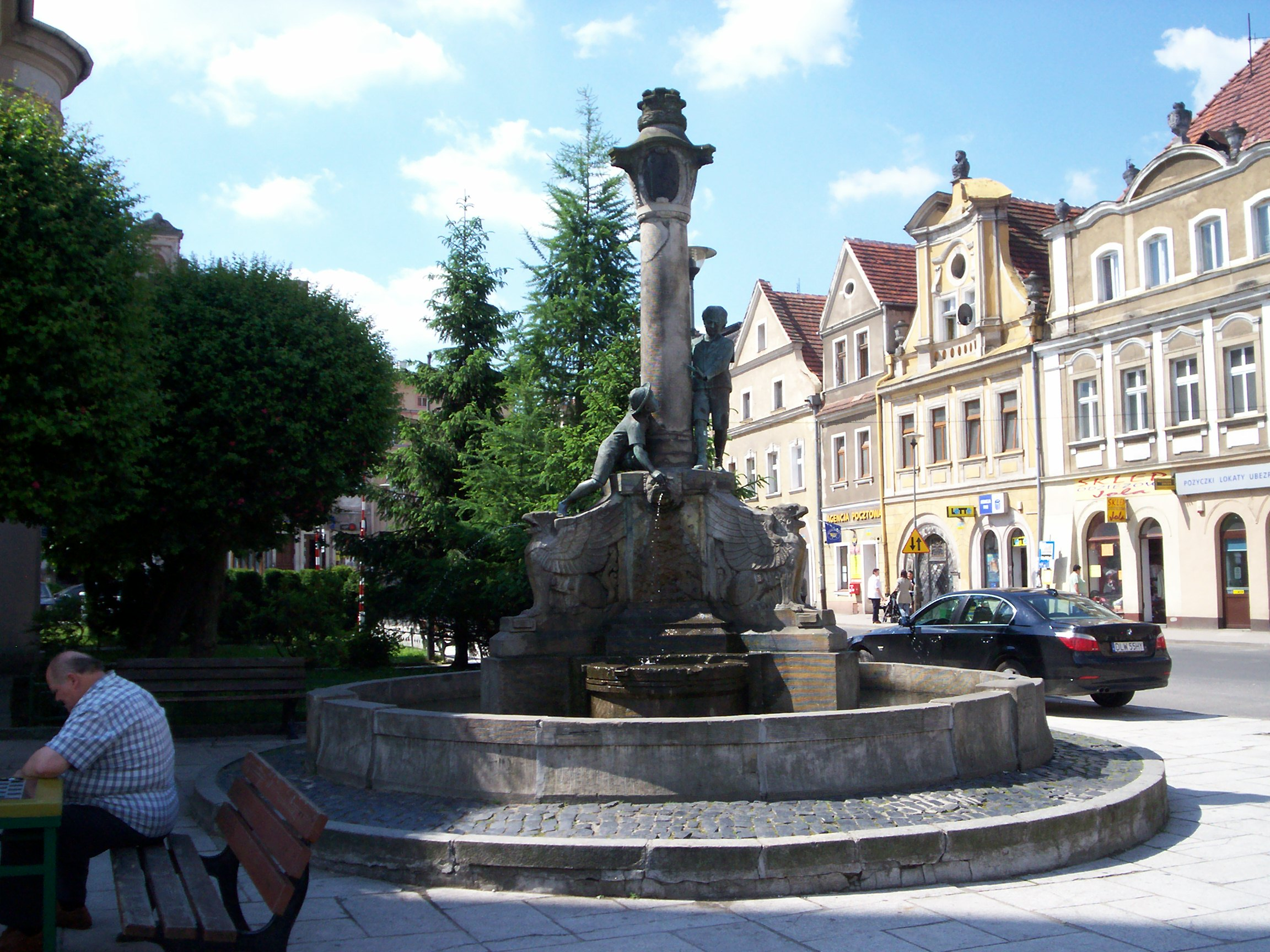
Fontanna miejska z 1908 r.

- kościół par. pw. św. Jadwigi z XV wieku, wybudowany w stylu późnogotyckim, przebudowany w XVI i XVII w. i w l.1925–1926. Wewnątrz drewniany ołtarz z symbolami Cierpliwości, Roztropności, Nadziei, Sprawiedliwości i Męstwa, pochodzący z 1606 r. Po zamknięciu skrzydeł ołtarz upodobniony jest do monstrancji. Również cenne jest renesansowe epitafium rodziny Schaffgottschów, wykute w piaskowcu. Przedstawia ono naturalnej wielkości postacie zmarłych członków rodziny.
- kościół cmentarny pw. św. Wawrzyńca. Pochodzi z 1560 r., przebudowany w XVII i XIX w. Wmurowane w północną ścianę oraz luźno poustawiane wokół kościoła nagrobki z epoki baroku i rokoka, wewnątrz obraz Męka św. Wawrzyńca z 1690. Przy kościele pomnik nagrobny żołnierzy rosyjskich, którzy polegli w 1813 podczas kampanii napoleońskiej[15]
- cmentarz rzym.-kat., z XVI-XX w.
- cmentarz ewangelicki, obecnie komunalny, z pocz. XIX w.
- mury obronne, z XV-XVI w., pozostałości murów miejskich, swą historia sięgają roku 1300, kiedy to Bolko I Świdnicki nakazał opasać miasto fortyfikacjami miejskimi
- ratusz, Rynek 1, z poł. XVI w., XVIII w., 1930 r; ustawiony na środku rynku gryfowskiego stanowi symbol władzy miejskiej. Z dawnego budynku pozostało niewiele: kilka sklepień, dach i zaledwie kilka detali. W wyniku przebudowy i remontów zatracił on swój pierwotny, renesansowy charakter. Na uwagę zasługuje kamienna tablica z wykutym napisem głoszącym, że w 1624 r. ówczesny burmistrz miasta Steudner wzniósł ratuszową wieżę. Nad tablicą znajduje się zasłonięte kratą okno. Tutaj mieścił się niegdyś areszt miejski
- dom, ul. Bankowa 6, z 1603 r., 1739 r.
- domy, ul. Felczerska 1a, 2, 3, 4, 5, 6, 7, 12, 13, z pocz. XIX w.
- budynek Bractwa Strzeleckiego, ul. Jeleniogórska 7, z 1756 r., XIX w.
- szkoła parafialna, ob. dom mieszkalny, pl. Kościelny 8, z 1587 r., k. XIX w.
- plebania (rzym.-kat.), pl. Kościelny 9, z 1531 r., l. 1874-1883
- dom, ul. Lubańska 9, z 1698 r., 1737 r.
- kamienica, ul. Lubańska 10, z 1854 r.
- willa, ul. Młyńska 8, z 1888 r.
- liczne zabytkowe kamieniczki, m.in. w Rynku, reprezentujące architekturę renesansu i baroku. Posiadają oryginalne szczyty od frontu. Niegdyś wyposażone były w podcienia, które zanikły w efekcie przebudów w ciągu XVIII w.:
  - domy, Rynek 1/2, 3, 4, 5, 10, 11, 12, 13, 14, 15, 16, 18, 31-32, 33, 34, 37, z XVI-XVIII w., XIX w.
  - dom, Rynek 6, z XV w., 1730 r., XX w.
- dom, ul. Sanatoryjna 10, z XVIII w.
- dom, ul. Wojska Polskiego 60, z 1706 r., XIX w.

inne zabytki:
- pomnik upamiętniający 63 żołnierzy rosyjskich, poległych w walkach z wojskami francuskimi w 1813 r.; położony na cmentarzu parafialnym
- fontanna miejska, ustawiona na rynku w 1908 r. z okazji uruchomienia wodociągów miejskich w 1905 r. w postaci kolumny z 3 gryfami u podstawy oraz blankami murów w zwieńczeniu, a także wykonanymi z brązu herbem miasta oraz płaskorzeźbami nimfy morskiej Nereidy i Neptuna; przy kolumnie figury uczniów, również z brązu

## Demografia
|                       | Ogółem | Mężczyźni | %     | Kobiety | %     |
| --------------------- | ------ | --------- | ----- | ------- | ----- |
| Ogółem                | 10008  | 4823      | 48,19 | 5185    | 51,81 |
| Zamieszkali w mieście | 6873   | 3274      | 47,64 | 3599    | 52,36 |
| Zamieszkali na wsi    | 3135   | 1549      | 49,41 | 1586    | 50,59 |

Piramida wieku mieszkańców Gryfowa Śląskiego w 2014 roku.

## Bezrobocie
|                            | 2009   | 2010   |
| -------------------------- | ------ | ------ |
| Osoby w wieku produkcyjnym | 6749   | 6729   |
| w tym mężczyźni            | 3538   | 3489   |
| w tym kobiety              | 3211   | 3240   |
| Liczba bezrobotnych        | 692    | 688    |
| Stopa bezrobocia           | 10,25% | 10,22% |

## Gospodarka
Do najważniejszych podmiotów gospodarczych zalicza się:
- FF Polmex (branża meblarska)
- Jantur Gryfex (branża meblarska)
- Matusewicz Budowa Maszyn (usługi i produkcja w zakresie obróbki tworzyw sztucznych i stali szlachetnych)[26]
- Stolbrat (budownictwo/handel/stolarstwo)[27]
- Przedsiębiorstwo Handlowe Sawczak (sklepy firmowe samoobsługowe)
- Wytwórnia Mas Bitumicznych Skanska (budownictwo/mieszanki drogowe)
- Zakład Piekarniczo Cukierniczy Krasucki (branża spożywcza)[28]
- Holzkonzept Polska (branża drzewna/obróbka drewna)
- Zakłady Mięsne Niebieszczańscy (branża spożywcza/przetwórstwo mięsa)[29]
- Izo-Term (branża tekstylna/produkcja odzieży specjalnej)[30]
- Centrum Handlowe Gradix (handel materiałami budowlanymi/sprzętem RTV AGD/artykułami wyposażenia wnętrz, w tym meblami)[31]
- El-Stan (handel materiałami budowlanymi/budownictwo)

W mieście funkcjonują sklepy wchodzące w skład sieci handlowych: Lidl, Biedronka, Dino oraz stacje benzynowe koncernów Orlen i BP.
Swoje oddziały mają tu banki – PKO BP, Alior Bank. Funkcjonują również przedstawicielstwa firm ubezpieczeniowych, m.in. PZU SA, Warta, Generali.
Swoją siedzibę ma tu również:
- Niepubliczny Zakład Opieki Zdrowotnej – Powiatowe Centrum Zdrowia (NZOZ PCZ) w Lwówku Śląskim – Oddział w Gryfowie Śląskim[32]. NZOZ PCZ mieści się w dawnym Szpitalu Okręgowym im Hugona Kołłątaja. W skład NZOZ PCZ w Gryfowie Śląskim wchodzą: Poradnia Podstawowej Opieki Zdrowotnej, Zakład Pielęgnacyjno-Opiekuńczy, Zakład Opiekuńczo-Leczniczy, Oddział Rehabilitacji Leczniczej, Oddział Reumatologiczny
- Przychodnia Wielospecjalistyczna w Gryfowie Śląskim
- Niepubliczny Zakład Opieki Zdrowotnej – Promyk
- Policja
- Ochotnicza Straż Pożarna

## Transport

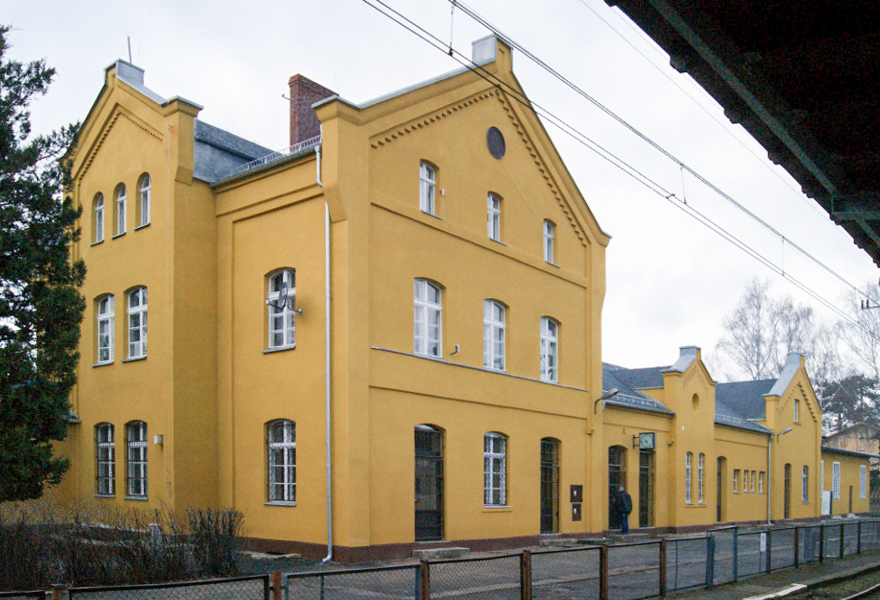
Stacja kolejowa Gryfów Śląski widok od strony peronów

### Drogi
- droga krajowa nr 30 (Zgorzelec – Lubań – Jelenia Góra)
- droga wojewódzka nr 360 (Gryfów Śląski – Giebułtów)
- droga wojewódzka nr 364 (Gryfów Śląski – Lwówek Śląski – Legnica)

### Linie kolejowe
Zobacz też: Gryfów Śląski (stacja kolejowa)
- Linia kolejowa nr 274
- Linia kolejowa nr 284 (nieczynna a częściowo rozebrana na odcinku Lubomierz – Lwówek Śląski)
- Linia kolejowa nr 317

### Publiczny transport zbiorowy

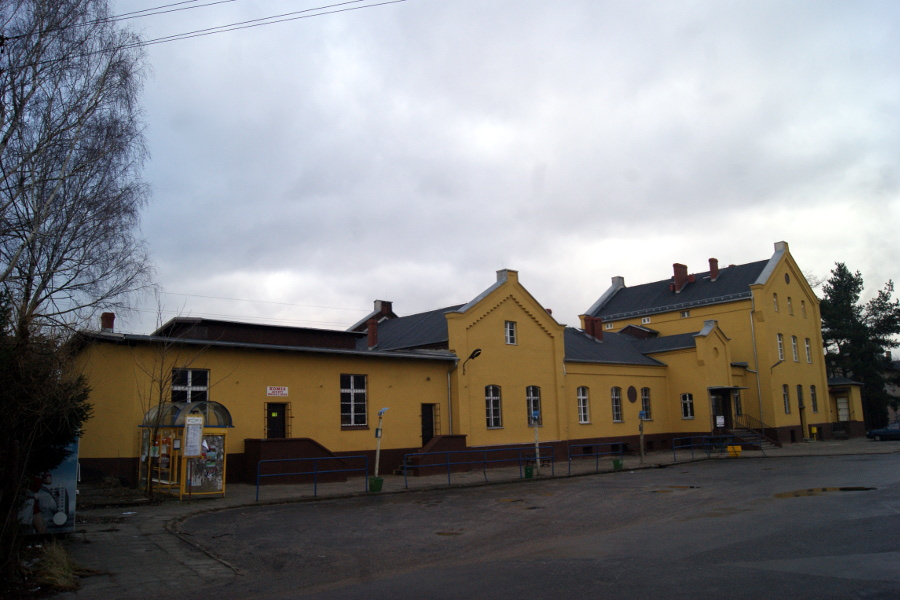
Stanowiska autobusowe PKS przed gmachem dworca PKP

Dworzec autobusowy znajduje się obok stacji PKP. Z dworca korzystają autobusy przedsiębiorstw wywodzących się z PKS:
- PKS w Bolesławcu Sp. z o.o.
- PKS „Tour” Sp. z o.o. Jelenia Góra
- PKS Sp. z o.o. w Kamiennej Górze
- PKS „Voyager” w Lubaniu Sp. z o.o.

## Kultura
W Gryfowie Śląskim działa m.in.
Miejsko-Gminny Ośrodek Kultury

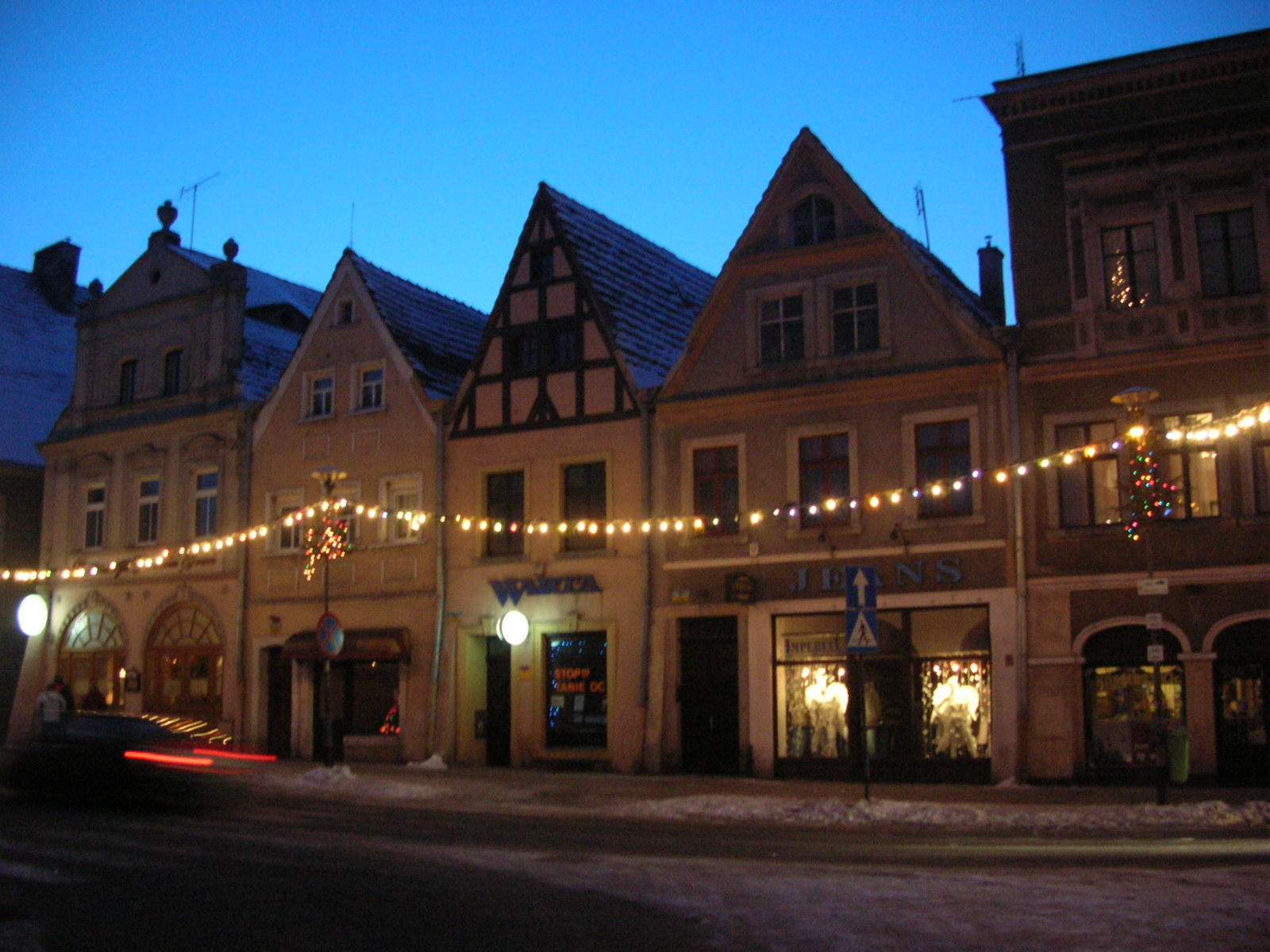
Rynek gryfowski wieczorem

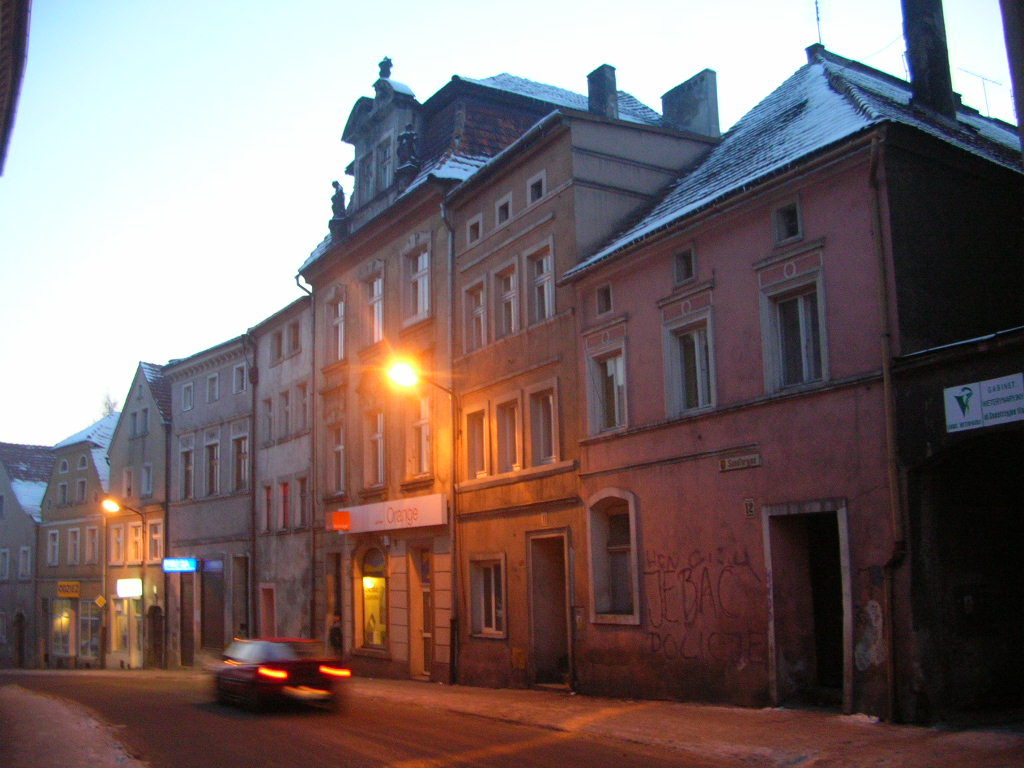
Fragment starego miasta wieczorowa porą

Utworzony na mocy uchwały nr XIV/113/2000 Rady Miejskiej Gminy Gryfów Śląski z dnia 27 kwietnia 2000 r.
MGOK prowadzi działalność w zakresie inspirowania mieszkańców gminy – ze szczególnym uwzględnieniem dzieci i młodzieży – do uczestnictwa w życiu kulturalnym.
Tworzy warunki do rozwoju talentów twórczych oraz twórczości kulturalnej. Jest organizatorem wielu przedsięwzięć interdyscyplinarnych, m.in. wystaw, koncertów, plenerów. Jest współorganizatorem „Kwisonalii”.
Biblioteka Publiczna Gminy i Miasta Gryfów Śląski
Utworzona na mocy uchwały nr XIV/113/2000 Rady Miejskiej Gminy Gryfów Śląski z dnia 27 kwietnia 2000 r.
Biblioteka zapewnia obsługę biblioteczną mieszkańców gminy. Rozwija i zaspokaja potrzeby czytelnicze i informacyjne mieszkańców, upowszechnia wiedzę i sprzyja rozwojowi kultury.
Prowadzi również działalność wydawniczą. Od 2007 r. jest wydawcą miesięcznika samorządu lokalnego – „Kuriera Gryfowskiego”.
Przy bibliotece działa Grupa Literacka „Metafora” oraz Dyskusyjny Klub Książki „Nie-poczytalni”.
18 maja 2011 r. dokonano otwarcia Europejskiego Centrum Kulturalno-Informacyjnego.
Jest to nowa siedziba Biblioteki Publicznej oraz Towarzystwa Miłośników Gryfowa Śląskiego. Centrum posiada pomieszczenia, w których będą prezentowane eksponaty dotyczące historii miasta, jak również prace lokalnych artystów.

### Organizacje pozarządowe
- Towarzystwo Miłośników Gryfowa Śląskiego (TMG)[36]
- Gryfowskie Towarzystwo Cyklistyczne (GTC)[37]
- Stowarzyszenie Awantura[38]
- Związek Emerytów, Inwalidów i Rencistów
- Związek Kombatantów Rzeczypospolitej Polskiej i Byłych Więźniów Politycznych
- Związek Sybiraków
- Polski Związek Niewidomych
- Związek Inwalidów Wojennych Rzeczypospolitej Polskiej
- Polski Związek Wędkarski
- Polski Komitet Pomocy Społecznej
- Partnerstwo Izerskie[39]

Gryfów Śląski jest członkiem Euroregionu Nysa
i Związku Gmin Kwisa.
Wiele inicjatyw społeczno kulturalnych realizowanych jest przez społeczności lokalne zamieszkujące Krzewie Wielkie,
Młyńsko,
Proszówkę,
Rząsiny,
Ubocze,
Wieżę,
Wolbromów.

## Oświata
W Gryfowie Śląskim funkcjonują:
- Żłobek Miejski „Bajkowa Kraina”
- Przedszkole Publiczne
- Szkoła Podstawowa im. Bohaterów Łużyckiej Brygady WOP[42]
- Szkoła podstawowa nr 2 im. Kombatantów Ziemi Gryfowskiej, w Gryfowie[43]
- Zespół Szkół Ogólnokształcących i Zawodowych im. Jana Pawła II[44]
- Gryfowski Prywatny Zespół Szkół Zawodowych

## Religia

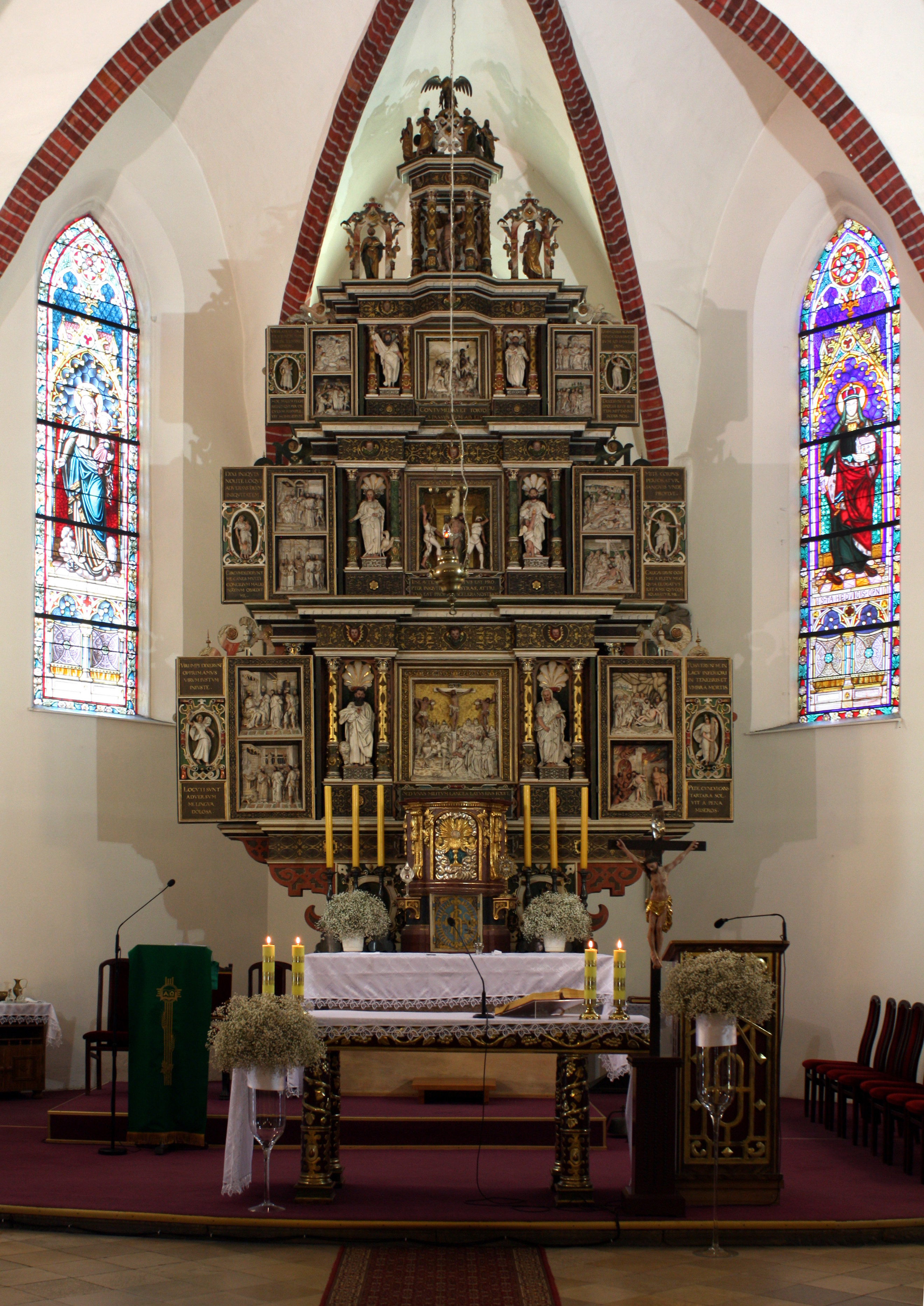
Manierystyczny ołtarz główny w kościele św. Jadwigi

Większość mieszkańców Gryfowa stanowią wyznawcy Kościoła Rzymskokatolickiego. Na terenie miasta działalność duszpasterską prowadzi także Kościół Zielonoświątkowy, protestancka wspólnota o charakterze ewangelicznym.
Kościół Rzymskokatolicki
- Parafia pw. Św. Jadwigi Śląskiej

Kościół Zielonoświątkowy
- Zbór w Gryfowie Śląskim

## Ekologia
- Gospodarka wodna

Zwodociągowanie Gminy Gryfów Śląski wynosi 100%. Na 100 km² powierzchni Gminy przypada 115,9 km sieci wodociągowej.
Na terenie Gminy działają 3 stacje uzdatniania wody (SUW Jeleniogórska 1, SUW Jeleniogórska 6, SUW Proszówka).
- Gospodarka ściekowa

Na dzień 30 czerwca 2008 r. 65% mieszkańców Gminy jest podłączonych do sieci kanalizacyjnej. Na 100 km² powierzchni gminy przypada 68,4 km sieci kanalizacyjnej.
Na terenie miasta działa oczyszczalnia ścieków o przepustowości 3.300 m³ na dobę. Obsługuje całą sieć kanalizacyjną w mieście.
- Gospodarka odpadami

Na terenie miasta i Gminy prowadzona jest selektywna zbiórka odpadów. Gryfów Śląski wspólnie z trzema gminami – Lubomierz, Wleń, Stara Kamienica wybudował nowoczesne, spełniające wymogi UE wysypisko, funkcjonujące jako spółka Izery. Zakład zlokalizowany jest w Gminie Lubomierz na powierzchni 10,77 ha.

## Turystyka
Niedaleko położone Jezioro Złotnickie oraz Jezioro Leśniańskie powodują, że Gryfów Śląski jest doskonałą bazą wypadową do aktywnego wypoczynku, uprawiania wędkarstwa, wędrówek pieszych i rowerowych oraz uprawiania sportów wodnych. Przez teren miasta i gminy prowadzi wiele szlaków turystycznych z licznymi zabytkami, pomnikami przyrody oraz rzadkimi okazami flory i fauny. Na terenie gminy zidentyfikowano 140 stanowisk archeologicznych.

## Sport
W gminie Gryfów działają dwa kluby sportowe.
Są to:
- Gryfowski Klub Sportowy „Gryf” – piłka nożna,
- Zryw Ubocze – piłka nożna,

## Miasta partnerskie
- Bischofswerda – współpraca kulturalna/sportowa
- Raspenava – współpraca kulturalna/sportowa/wymiana międzyszkolna/ćwiczenia strażackie
- Gryfice – współpraca kulturalna/samorządowa/sportowa
- Otmuchów – współpraca kulturalna/samorządowa/sportowa